# Oberstapotheker
Der Oberstapotheker ist einer der Dienstgrade der Bundeswehr. Oberstapotheker sind Sanitätsoffiziere, staatlich geprüfte Lebensmittelchemiker und approbierte Apotheker. Der Dienstgrad wird durch den Bundespräsidenten mit der Anordnung des Bundespräsidenten über die Dienstgradbezeichnungen und die Uniform der Soldaten auf Grundlage des Soldatengesetzes festgesetzt.

## Dienststellungen
Oberstapotheker bekleiden im Sanitätswesen der Bundeswehr herausgehobene Spitzendienstposten, die nur von sehr wenigen Apothekern erreicht werden. Oberstapotheker können Abteilungs- oder Dienststellenleiter einer der Überwachungsstellen für öffentlich-rechtliche Aufgaben (insbesondere der Überwachungsstelle Süd mit Schwerpunkt Lebensmittelchemie und Pharmazie), seltener auch des Instituts für Pharmakologie und Toxikologie, eines der Zentralen Institute des Sanitätsdienstes (insbesondere das Institut am Standort München mit Schwerpunkt Pharmazie und Lebensmittelchemie) sein. Ferner wird im Bundesamt für Ausrüstung, Informationstechnik und Nutzung der Bundeswehr ein Referat durch einen Oberstapotheker geführt. Im Referat Wehrmedizin des Kommandos Streitkräftebasis und in der Unterabteilung X „Ausrüstung, Logistik und Schutzaufgaben“ im Kommando Sanitätsdienst der Bundeswehr sind Oberstapotheker mit der Logistikplanung für das Sanitätsmaterial befasst. Auch die Versorgungs- und Instandsetzungszentren Sanitätsmaterial werden teils durch Oberstapotheker geleitet. Oberster Fachvorgesetzter im Fachgebiet Wehrpharmazie ist der Inspizient Wehrpharmazie der Bundeswehr im Dienstgrad Oberstapotheker.

## Ernennung
Für die Ernennung zum Oberstapotheker oder die Einstellung mit diesem Dienstgrad gelten dieselben gesetzlichen Grundlagen und Anforderungen beispielsweise hinsichtlich Mindestdienstzeit, Laufbahnzugehörigkeit, und Dienstverhältnis wie bei Oberstärzten. Statt einer Approbation als Arzt oder Zahnarzt ist die Approbation als Apotheker und die staatliche Prüfung zum Lebensmittelchemiker Voraussetzung. Bei einer Einstellung als Oberstapotheker ist abweichend statt einer Zulassung als Gebiets- oder Facharzt die Qualifikation zum Fachapotheker gefordert.

## Dienstgradabzeichen

Aufschiebe-
schlaufen für Feldanzug der Heeresuniformträger

Das Dienstgradabzeichen für Oberstapotheker entspricht im Wesentlichen dem für Oberstärzte. Zur Unterscheidung der Oberstapotheker dient ein Laufbahnabzeichen in Form eines abgewandelten Äskulapstabes. Die Schlange windet sich im Laufbahnabzeichen für Apotheker über einer Apothekerschale in doppelter Windung (um einen nicht dargestellten bzw. gedachten Stab).

## Geschichte
Der Dienstgrad wurde mit der sechsten Anordnung des Bundespräsidenten über die Dienstgradbezeichnungen und die Uniform der Soldaten vom 5. Mai 1966 neu geschaffen.

## Sonstiges
Hinsichtlich Befehlsgewalt in truppendienstlicher und fachlicher Hinsicht im Sinne der Vorgesetztenverordnung und Wehrdisziplinarordnung, hinsichtlich äquivalenter, nach- und übergeordneter Dienstgrade im Sinne der ZDv 14/5 und hinsichtlich der Besoldung sind im Übrigen Oberstapotheker dem Oberstarzt gleichgestellt. Den Dienstgrad Oberstapotheker führen nur Heeres- und Luftwaffenuniformträger; der äquivalente Dienstgrad für Marineuniformträger lautet Flottenapotheker. In der nach der Soldatenlaufbahnverordnung und ZDv 20/7 regelmäßig zu durchlaufenden Beförderungsreihenfolge ist der vorangehende Dienstgrad der Oberfeldapotheker. Für Sanitätsoffiziere der Fachrichtung Wehrpharmazie ist der Oberstapotheker der höchste zu erreichende Dienstgrad; die Beförderung in den ranghöheren Dienstgrad Generalapotheker ist in der Praxis nicht (mehr) vorgesehen.
| Offizierdienstgrad |                                                                                                |                                                                                     |
| Niedrigerer Dienstgrad |                                                                                                | Höherer Dienstgrad                                                                  |
| Oberstleutnant Fregattenkapitän Oberfeldarzt Oberfeldapotheker Oberfeldveterinär Flottillenarzt Flottillenapotheker             | Oberst Kapitän zur See Oberstarzt Oberstapotheker Oberstveterinär Flottenarzt Flottenapotheker | Brigadegeneral Flottillenadmiral Generalarzt Generalapotheker n.v. Admiralarzt n.v. |
| Dienstgradgruppe: Mannschaften – Unteroffiziere o.P. – Unteroffiziere m.P. – Leutnante – Hauptleute – Stabsoffiziere – Generale |                                                                                                |                                                                                     |